# 克雷萨克
克雷萨克（法語：Creyssac，法語發音：[kʁesak]）是法国多尔多涅省的一个市镇，位于该省中部偏西北，属于佩里格区。

## 地理
克雷萨克（45°18'28"N, 0°33'7"E）面积4.56 平方千米，位于法国新阿基坦大区多爾多涅省，该省份为法国西南部内陆省份，是法國本土面积第三大的省，大致对应佩里戈尔地区，北起顺时针与夏朗德省、上维埃纳省、科雷兹省、洛特省、洛特-加龙省、吉倫特省和滨海夏朗德省接壤。
与克雷萨克接壤的市镇（或旧市镇、城区）包括：波萨克和圣维维安、布尔代耶、大布拉萨克。

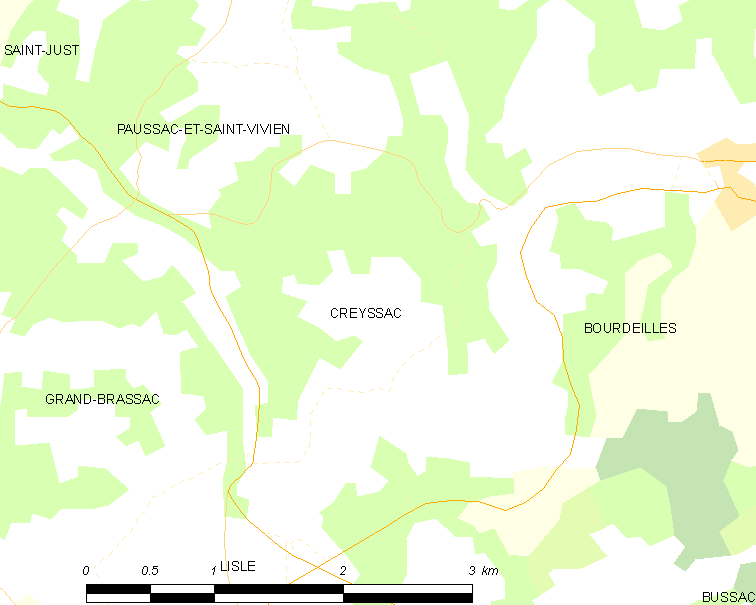
克雷萨克的OSM定位图

克雷萨克的时区为UTC+01:00、UTC+02:00（夏令时）。

## 行政
克雷萨克的邮政编码为24350，INSEE市镇编码为24144。

## 政治
克雷萨克所属的省级选区为佩里戈尔地区布朗托姆县。

## 人口

1962-2008年间克雷萨克人口变化图示

克雷萨克于2022年1月1日时的人口数量为104人。